# Urna elettorale

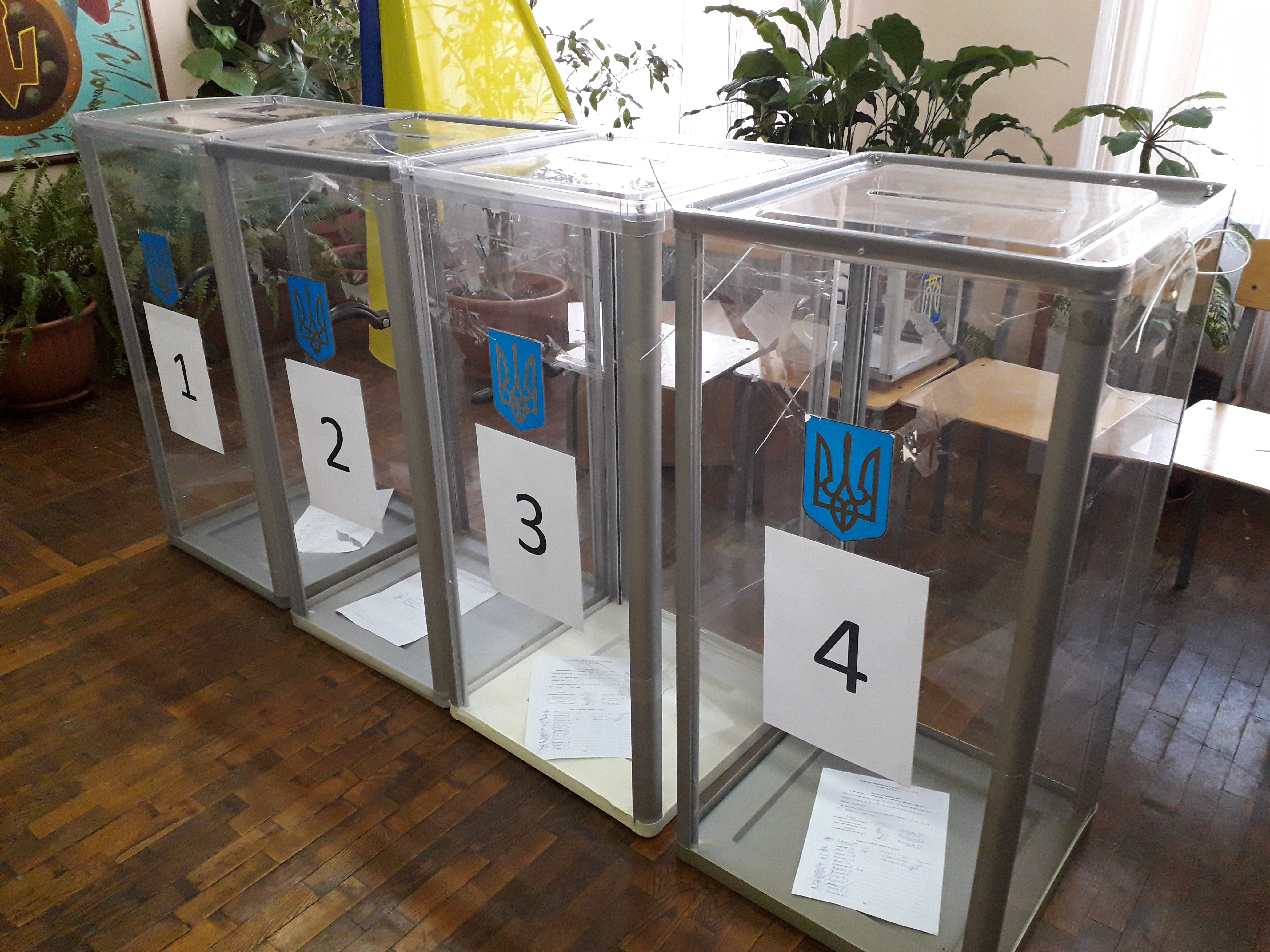
Urna elettorale utilizzata in Ucraina.

Un'urna elettorale (detta anche urna per votazioni) è un contenitore temporaneamente sigillato, di solito di forma cubica, con una sottile fessura in cima sufficiente ad accettare una scheda elettorale in un'elezione o in un referendum.
La loro struttura è realizzata in modo da impedire a chiunque dall'accedere al contenuto dell'urna stessa, fino alla fine della votazione quando verrà fatto lo spoglio delle schede, per realizzare il principio della segretezza del voto, ove previsto dalla legge.

## Utilizzo
Esse sono normalmente presenti presso gli uffici elettorali di sezione, deputati ad accogliere gli elettori durante le consultazioni elettorali. In alcuni paesi, come l'Irlanda e la Russia, le urne per votazioni vengono trasportate sino alle case delle persone impossibilitati di spostarsi per andare presso la sede elettorale.
Alcuni modelli di urne sono dotate di un meccanismo che assiste il deposito della scheda elettorale nell'urna. Ciò e utile soprattutto qualora si utilizzino schede di una certa dimensione.
Urne per votazioni trasparenti potrebbero essere invece utilizzate per mettere in grado l'elettore di verificare che questo era vuoto prima dell'inizio dell'elezione (cioè non riempito con voti fraudolenti).
Alla chiusura dell'elezione le urne possono essere conteggiate al seggio elettorale, con stazioni individuali annuncianti i loro risultati ottenuti (conosciute come zone di conteggio). Alternativamente tutte le urne possono essere trasportate in un singolo luogo per il conteggio e quindi il risultato può essere dichiarato.
In alcune stati le urne per votazioni sono oramai obsolete per l'incremento della votazione elettronica, che consente un notevole risparmio in termini di consumo di carta e di tempo per lo scrutinio.

## In Italia
Le urne elettorali destinate a contenere le schede votate sono di cartone di colore bianco e recano lo stemma della Repubblica Italiana e la scritta "Ministero dell'interno - Dipartimento per gli Affari interni e territoriali - Direzione Centrale dei Servizi elettorali". Ciascuna urna deve recare su almeno due dei lati esterni verticali un'etichetta autoadesiva con cornice colorata per indicare quali schede accoglie quella determinata urna, tali adesivi riportano la scritta relativa all'elezione hanno la cornice colorata dello stesso colore delle schede a cui l'elezione si riferisce. Le urne sono disposte sul tavolo, nel modo ritenuto più opportuno dal presidente di sezione, per assicurare il regolare svolgimento delle operazioni di votazione.

## Tipi di urne
Le urne elettorali possono essere fatte di diversi materiali quali metallo, legno, plastica, vetro, cartone ecc. Alcune urne, come quelle in plastica o vetro, possono essere trasparenti. In Italia vengono utilizzate urne in cartone.

Tipologie di urna per votazioni
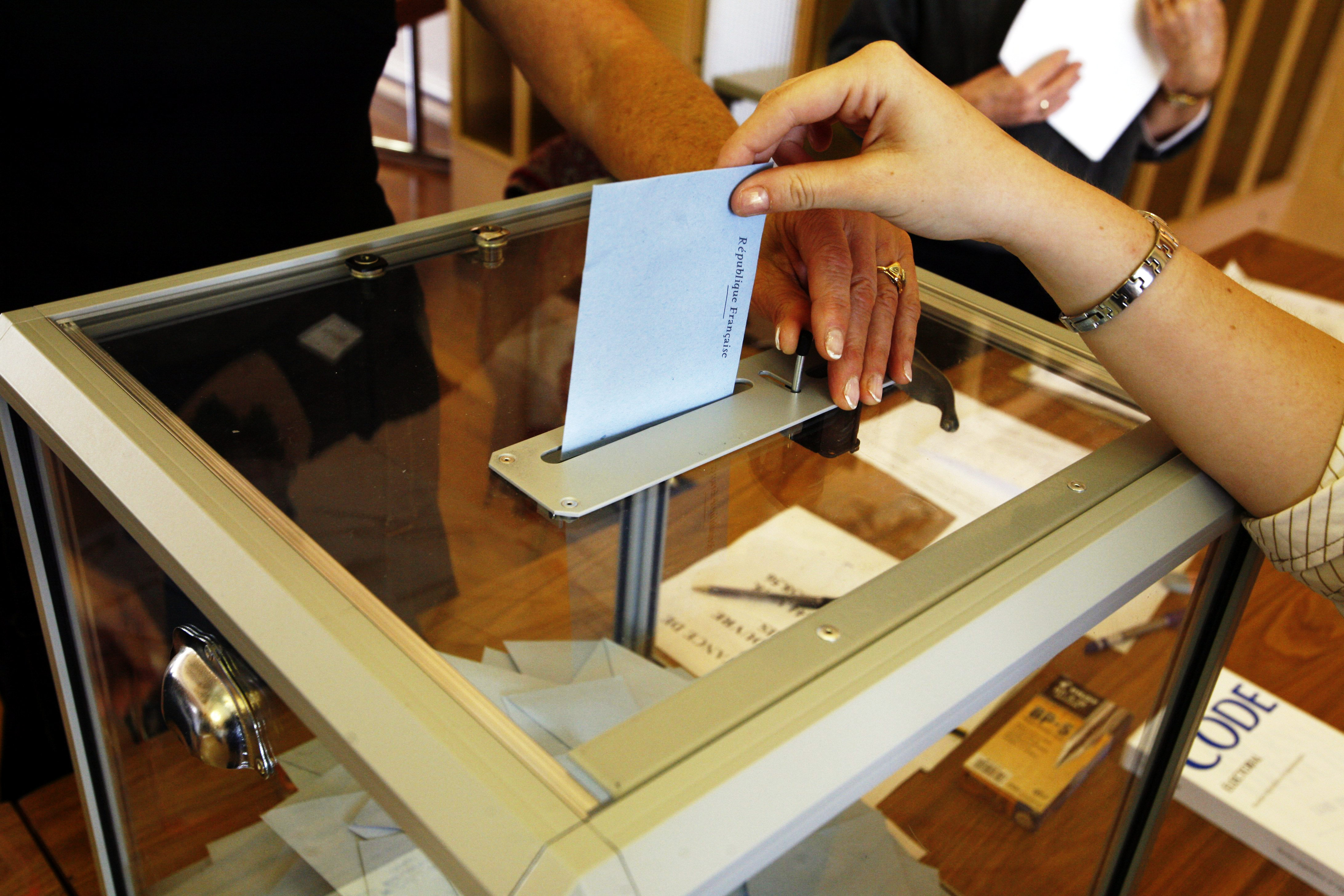
Un elettore inserisce la sua scheda dentro un'urna trasparente durante l'elezione presidenziale francese del 2007.
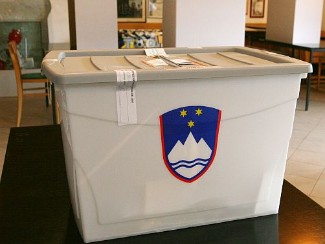
Un'urna per votazione traslucida (Tiobox) utilizzata in Slovenia.
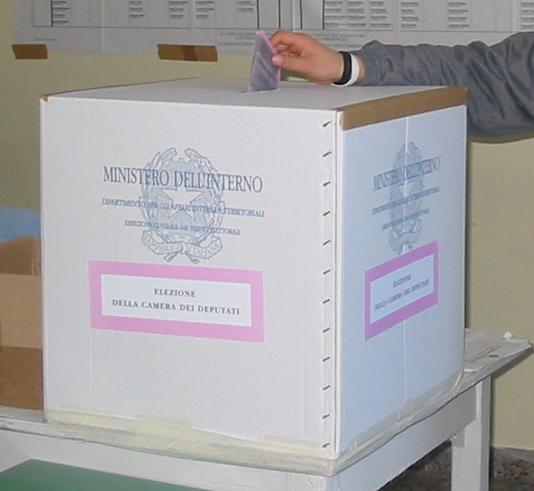
Un'urna elettorale italiana per la votazione della Camera dei Deputati.

## Curiosità
La prima votazione a scrutinio segreto per l'elezione di un Membro del Parlamento e la prima urna per votazione hanno avuto luogo nel 1872 a Pontefract.